# Mexichromis festiva
Mexichromis festiva (Angas, 1864) è un mollusco nudibranchio della famiglia Chromodorididae.

## Distribuzione e habitat
Rinvenuta principalmente al largo delle coste australiane, fra il Queensland e il Nuovo Galles del Sud.